# فرودگاه بیمارستان ماهور مموریال
فرودگاه بیمارستان ماهور مموریال (به انگلیسی: Malheur Memorial Hospital Heliport) یک فرودگاه خصوصی است . این فرودگاه در کشور ایالات متحده آمریکا قرار دارد و در ارتفاع ۶۶۵ متری از سطح دریا واقع شده است.